# Улично обзавеждане
Уличното обзавеждане е общ термин (използван в Обединеното кралство, Австралия и Канада) за предмети и части от оборудване, инсталирани по улици и пътища за различни цели. Включва пейки, бариери за движение, стълбове, пощенски кутии, телефонни будки, улични лампи, светофари, пътни знаци, автобусни спирки, трамвайни спирки, таксиметрови станции (таксиметрова стоянка), обществени тоалетни, фонтани, чешми, мемориали, обществени скулптури, съдове за отпадъци и др. Дизайнът и разположението на мебелите трябва да вземат предвид естетиката, визуалната идентичност, функционалността, мобилността на пешеходците и безопасността на движението.

## Видове и описание
- Аварийни телефонни кутии – позволяват на обществеността да се свърже директно с операторите на аварийни служби.
- Автомати за продажба на открито (вендинг машини), като автомати за вестници
- Боларди – стълбове, къси стълбове или стълбове, поставени за предотвратяване на движението на превозното средство в зони, където не са желани, и за защита на сгради и други характеристики на обекта.
- Висяща кошница за цветя
- Диспозитиви – не позволяват на хората (т.е. бездомните) да седят или да лежат.[5]
- Зони за отдих като детски площадки.
- Контейнери за отпадъци като кошчета за отпадъци – съдове за обществено изхвърляне на боклука. Събирането и разделянето на рециклируеми материали става все по-често в градските центрове.
- Обществени тоалетни – предлагат тоалетни, безплатно или срещу заплащане.
- Павета, тухлени розетки или гранитни павета, понякога дори дървета.
- Пейки – обикновено се намират в централни части на селища, като площади и паркове. Те често се предоставят от местните съвети или сътрудници, за да служат като място за почивка и възхищение от гледки. Понякога се осигуряват подлакътници между тях, за да обезкуражат легналото положение и / или нежеланата близост.
- Пожарни кранове.
- Паркометъри.
- Пощенски кутии – срещат се по целия свят и имат различни форми.
- Пътни знаци – съобщават пътните условия, за да информират за безопасното поведение на водача. Указателните знаци могат да определят аспекти като ограничения на скоростта, протоколи за пресичане, хлъзгави пътни условия или намалена видимост. Указателните знаци съобщават на читателя информация чрез диаграми или писмени инструкции. Табелите могат да бъдат осветени, за да са видими нощем или в тунели.
- Светофари или светофарните сигнали – обикновено включват три цвята: зеленото показва, че превозните средства трябва да преминават през кръстовище; кехлибареното показва, че превозните средства трябва да се подготвят за спиране; и червеното показва, че превозните средства не трябва да влизат в кръстовището. Те обикновено се монтират на стълбове или портали или се окачват на проводници.
- Стълбове за плакати или рекламните колони – осигуряват място за реклама.
- Табели с имена на улици – идентифицират улици за непознати, особено в полза на посетителите, пощенските служители и службите за спешна помощ. Те могат също така да посочат района, в който се намира една улица.
- Телефонни кабини – видни в повечето градове. Въпреки че те варират драстично в размера на покритието, което предлагат на потребителите (напр. мнозина покриват само самия телефон, докато други предоставят пълни кабини), те обикновено са лесни за откриване. Широкото използване на мобилни телефони доведе до намаляване на техния брой.
- Улични бордюри.
- Улични лампи – предназначени да осветяват околността през нощта, служейки не само като възпиращ фактор за престъпниците, но по-важното е да позволят на хората да видят къде отиват. Цветът на крушките за улични лампи се различава, но обикновено е бял или жълт.
- и др.

Уличните мебели могат да бъдат разположени така, че да контролират преливането на паркинг в допълнение към основното си предназначение; например пейка и редица стълбове могат да бъдат използвани за блокиране на достъпа до тротоар или бордюри за превозни средства.
Прекратили употребата си чучури за селска помпа и постройки блокировки на селата, и двете често срещани в Обединеното кралство, също могат да се считат за улично обзавеждане.

## Галерия
- Телефонни будки, Англия
- Телефонни кабини, Пекин
- Пощенски кутии в Истанбул, Турция
- Каменен бордюр, Помпей, Италия
- Стълбовете могат да бъдат и подвижни за да спират/пропускат движение
- Протектори срещу неразрешено паркиране в исторически район Монтепулчиано, Италия
- Детска площадка
- Люлки и пързалка
- Кошчета за боклук и скамейка в Уорминстър, Англия
- Автобусна спирка в Куритиба, Бразилия
- Кабина в Брайтън, Англия
- Бариера на селище, Лестършир, Англия
- Беседка, Харков, Украйна
- Кладенец
- Пожарен кран в Прага, Чехия
- Жив плет, Лайпциг, Германия
- Ограда, Санкт Петербург, Русия
- Литфасова колона (гъба), Париж, Франция
- Светофар с таймер в Джакарта, Индонезия
- Вендинг машини
- Улични табели
- Чешма във Флоренция с червена лилия (герб на Флоренция)